# Ahmed Brika
Ahmed Brika (* 4. März 1936) ist ein ehemaliger tunesischer Radrennfahrer und nationaler Meister im Radsport.

## Sportliche Laufbahn
1966 gewann er die nationale Meisterschaft im Straßenrennen vor Hammadi Dridi. Hinter Dridi war er 1963 Vize-Meister Tunesiens geworden. 1967 gewann er Bronze im Meisterschaftsrennen.
1962 startete er in der Internationalen Friedensfahrt, schied jedoch vorzeitig aus dem Rennen aus.